# 48495 Рюґадо
48495 Рюґадо (48495 Ryugado) — астероїд головного поясу, відкритий 16 січня 1993 року.
Тіссеранів параметр щодо Юпітера — 3,574.
Названо на честь Рюґадо (яп. りゅうがどう(龍河洞) рю:ґадо:).